# الانکوی، هاماموزو
الانکوی، هاماموزو (به لاتین: Alanköy, Hamamözü) یک منطقهٔ مسکونی در ترکیه است که در استان آماسیه واقع شده‌است.